# Jodis ctila
Jodis ctila là một loài bướm đêm trong họ Geometridae.